# Амела Терзић
Амела Терзић (Прибој, СР Југославија 2. јануар 1993) је српска атлетичарка која се такмичи на средњим пругама. На Европском јуниорском првенству 2011. у Талину је освојила две златне медаље, у трци на 1.500 и 3.000 метара.
Од дневног листа Спорт 2011. и 2012. године је добила награду за најбољу младу спортисткињу Србије и тако је постала прва двострука добитница те награде.
На Светском јуниорском првенству 2012. у Барселони је освојила сребрну медаљу у трци на 1.500 метара оборивши национални рекорд.
Тренутно живи и тренира у Новом Пазару. Тренира је Рифат Зилкић.
У Старој Загори 20. јуна 2015, на такмичењу Друге лиге Европског екипног првенства у трци на 800 метара Амела Терзић је резултатом 1:59,90 поставила национални рекорд, оборивши 47 година стари рекорд Вере Николић и испунила олимпијску норму за Игре 2016. у Бразилу.

## Успеси
| Година                              | Такмичење                           | Локација                     | Место          | Дисциплина     | Време   |
| Србија                              | Србија                              | Србија                       | Србија         | Србија         | Србија  |
| ----------------------------------- | ----------------------------------- | ---------------------------- | -------------- | -------------- | ------- |
| 2009.                               |                                     |                              |                |                |         |
| Светско првенство за кадете         | Бресаноне, Италија                  | 3.                           | 1.500 м        | 4:16,7         |         |
| Европски олимпијски фестивал младих | Тампере, Финска                     | 3.                           | 1.500 м        | 4:22,46        |         |
| Европски олимпијски фестивал младих | Тампере, Финска                     | 1.                           | 3.000 м        | 9:22,44        |         |
| Европско првенство у кросу          | Даблин, Ирска                       | 12.                          | Јуниорска трка | 14:42          |         |
| 2010.                               |                                     |                              |                |                |         |
| Светско првенство за јуниоре        | Монктон, Канада                     | 8.                           | 1.500 м        | 4:19,03        |         |
| Европско првенство у кросу          | Албуфеира, Португалија              | 2.                           | Јуниорска трка | 12:59          |         |
| 2011.                               |                                     |                              |                |                |         |
| Светско првенство у кросу           | Пунта Умбрија, Шпанија              | 32.                          | Јуниорска трка | 20:56          |         |
| Европско првенство за јуниоре       | Талин, Естонија                     | 1.                           | 1.500 м        | 4:20,73        |         |
| Европско првенство за јуниоре       | Талин, Естонија                     | 1.                           | 3.000 м        | 9:30,23        |         |
| Европско првенство у кросу          | Велење, Словенија                   | 3.                           | Јуниорска трка | 13:22          |         |
| 2012.                               | Светско првенство за јуниоре        | Барселона, Шпанија           | 2.             | 1.500 м        | 4:07,59 |
| 2012.                               | Европско првенство у кросу          | Сентандреја, Мађарска        | 1.             | Јуниорска трка | 13:29   |
| 2013                                | Европско екипно првенство — 2. лига | Каунас, Литванија            | 3.             | 800 м          | 2:04,67 |
| 2013                                | Европско екипно првенство — 2. лига | Каунас, Литванија            | 1.             | 1.500 м        | 4:26,73 |
| 2013                                | Европско првенство за млађе сениоре | Тампере, Финска              | 1.             | 1.500 м        | 4:05,69 |
| 2013                                | Светско првенство                   | Москва, Русија               | 37.            | 1.500 м        | 4:27,89 |
| 2013                                | Европско првенство у кросу          | Београд, Србија              | 2.             | 6 км (до 23)   | 19:46   |
| 2014                                | Европско екипно првенство — 2. лига | Рига, Летонија               | 3.             | 800 м          | 2:05,24 |
| 2014                                | Европско екипно првенство — 2. лига | Рига, Летонија               | 1.             | 1.500 м        | 4:28.99 |
| 2014                                | Европско екипно првенство — 2. лига | Рига, Летонија               | 1.             | 3.000 м        | 9:11,64 |
| 2014                                | Европско првенство                  | Цирих, Швајцарска            | 12.            | 1.500 м        | 4:19,11 |
| 2014                                | Европско првенство у кросу          | Самоков, Бугарска            | 10.            | 6 км (до 23)   | 23:04   |
| 2015.                               | Европско првенство у дворани        | Праг, Чешка                  | 16.            | 3.000 м        | 9:17,73 |
| 2015.                               | Европско екипно првенство — 2. лига | Стара Загора, Бугарска       | 1.             | 800 м          | 1:59,90 |
| 2015.                               | Европско екипно првенство — 2. лига | Стара Загора, Бугарска       | 1.             | 1.500 м        | 4:16,13 |
| 2015.                               | Европско првенство за млађе сениоре | Талин, Естонија              | 1.             | 1.500 м        | 4:04,77 |
| 2016.                               | Европско првенство                  | Амстердам, Холандија         | 12.            | 1.500 м        | 4:37,70 |
| 2016.                               | Олимпијске игре                     | Рио де Жанеиро, Бразил       | 23.            | 800 м          | 2:03,81 |
| 2016.                               | Олимпијске игре                     | Рио де Жанеиро, Бразил       | 34.            | 1.500 м        | 4:15,17 |
| 2017.                               | Европско првенство у дворани        | Београд, Србија              | 8.             | 1.500 м        | 4:25,15 |
| 2017.                               | Светско првенство                   | Лондон, Уједињено Краљевство | 22.            | 1.500 м        | 4:08,55 |
| 2017.                               | Универзијада                        | Тајпеј, Тајланд              | 17.            | 800 м          | 2:07,54 |
| 2017.                               | Универзијада                        | Тајпеј, Тајланд              |                | 1.500 м        | 4:19,18 |

Амела је 6 пута за редом побеђивала на Белом кросу у Београду (2010, 2011, 2012, 2013, 2014, 2015).

## Прогресија резултата и пласман на светским ранг листама
| Лични рекорд |

1.500 метара на отвореном
| Сезона | резултат | Место              | Датум   | Сениорска ранг листа | Јуниорска ранг листа | ранг листа младих |
| ------ | -------- | ------------------ | ------- | -------------------- | -------------------- | ----------------- |
| 2009   | 4:16,71  | Бресаноне, Италија | 11. јул | -                    | 26.                  | 5.                |
| 2010   | 4:13,46  | Манктон, Канада    | 23. јул | 147                  | 3.                   | 3.                |
| 2011   | 4:15,40  | Талин, Естонија    | 24. јул | -                    | 15.                  | -                 |
| 2012   | 4:07,59  | Барселона, Шпанија | 15. јул | 73.                  | 3.                   | -                 |
| 2013   | 4:05,69  | Тампере, Финска    | 14. јул | 45.                  | -                    | -                 |
| 2014   | 4:07,34  | Велење, Словенија  | 1. јул  | 39.                  | -                    | -                 |
| 2015   | 4:04,77  | Талин, Естонија    | 12. јул | 38.                  | -                    | -                 |